# Lulu (Oper)
Lulu ist nach Wozzeck die zweite, allerdings im 3. Akt unvollendet gebliebene Oper des österreichischen Komponisten Alban Berg. Das Fragment wurde am 2. Juni 1937 postum am Opernhaus Zürich uraufgeführt. Die Erstaufführung in Deutschland leitete 1953 Gustav König in Essen. Es existiert eine Fertigstellung der Oper von Friedrich Cerha, die am  24. Februar 1979 an der Pariser Oper unter der musikalischen Leitung von Pierre Boulez uraufgeführt wurde.
Die Figur der Lulu steht im Mittelpunkt der beiden Tragödien  Erdgeist und Die Büchse der Pandora von Frank Wedekind, die Berg zu drei Akten umarbeitete, wobei er den Wortlaut des Autors fast unverändert ließ. Wedekind beschreibt den sozialen Aufstieg einer jungen Frau, bis zur Ermordung desjenigen, den sie am meisten geliebt hat, sowie im Anschluss daran ihren Fall, bis sie schließlich als Prostituierte endet und von ihrem letzten Liebhaber ermordet wird. Die Personenkonstellation in der Oper ist symmetrisch angelegt. Auf die ersten drei Liebhaber und Ehemänner – der Arzt, der Maler und Dr. Schön – folgen drei Kunden – der Professor (≈ Arzt), der Neger (≈ Maler) sowie als letzter Kunde Jack the Ripper (≈ Dr. Schön). Im Umfeld von Lulu leiden und sterben die Männer sowie auch eine lesbische Gräfin, welche ihrem Charme erliegt und sich sogar für sie ins Krankenhaus legt und ihre Krankheit holt und am Schluss von Lulus Mörder ebenfalls ermordet wird.

## Handlung

### Prolog
Ein Tierbändiger stellt dem Publikum seine Menagerie vor. Als letztes führt er eine Schlange auf die Bühne: es ist Lulu, die „Urgestalt des Weibes“, „geschaffen, Unheil anzustiften, zu locken, zu verführen, zu vergiften und zu morden – ohne daß es einer spürt“.

### Erster Akt
Erste Szene
Lulu ist mit Medizinalrat Dr. Goll verheiratet, hat aber auch ein Verhältnis mit dem Chefredakteur Dr. Schön. Als sie ein Porträt von sich malen lässt, erliegt der Maler ihren Reizen und bedrängt sie. In diesem Moment trifft Lulus Mann ein und stirbt vor Aufregung an Herzschlag.
Zweite Szene
Lulu ist mit dem Maler verheiratet, der durch Dr. Schöns Protektion zu Erfolg und Geld gekommen ist. Lulu erhält Besuch von dem greisen Schigolch, der auf rätselhafte Weise mit ihrer Vergangenheit verbunden ist. Dann kommt Dr. Schön, um Lulu zu erklären, dass er ehrenhaft heiraten und sich ihren Reizen künftig entziehen wolle. Als der Maler auf diese Weise erfährt, dass Lulu Dr. Schöns Geliebte ist, begeht er Selbstmord.
Dritte Szene
Lulu arbeitet auf Vermittlung von Dr. Schön als Tänzerin in einem Theaterballett. Als sie Dr. Schön mit seiner Verlobten im Publikum entdeckt, weigert sie sich aufzutreten. Erst nachdem Dr. Schön in ihrer Garderobe einen erniedrigenden Brief schreibt, mit dem er seine Verlobung auflöst, ist sie bereit, die Vorstellung fortzusetzen.

### Zweiter Akt
Erste Szene
Dr. Schön ist nun mit Lulu verheiratet. Als er eines Tages nach Hause kommt und sie im Kreise ihrer Bewunderer findet, ist er rasend vor Eifersucht und fordert sie auf, mit einem Revolver Selbstmord zu begehen (Lied der Lulu: „Wenn sich die Menschen um meinetwillen umgebracht haben, so setzt das meinen Wert nicht herab“). Sie erschießt jedoch ihn und wird daraufhin verhaftet.
Zweite Szene
Einige Monate später gelingt es Lulus Freunden, ihr mit einer List die Flucht aus dem Gefängnis zu ermöglichen, aber sie spielen sich dabei gegenseitig aus. Schließlich flieht Lulu mit Alwa, dem Sohn von Dr. Schön, über die Grenze.

### Dritter Akt
Erste Szene
Lulu und Alwa empfangen in ihrem Heim in Paris Gäste, doch die Abendgesellschaft ist nicht ungetrübt, denn Lulu wird erpresst, weil sie in Deutschland immer noch als Mörderin gesucht wird. Eine Verwirrung über einen plötzlichen Sturz der Aktienkurse nutzen Lulu und Alwa, um erneut über die Grenze zu fliehen.
Zweite Szene
Lulu lebt mit Alwa und Schigolch in großer Armut in London. Um Geld zu verdienen, arbeitet sie gelegentlich als Prostituierte. Einer ihrer Kunden ermordet Alwa. Ein anderer ist Jack the Ripper, der zunächst Lulu und dann die Gräfin Geschwitz, ihre lesbische Freundin, umbringt.

## Musik

Permutationen der Lulu-Grundreihe

Die Oper basiert musikalisch auf einer Zwölftonreihe (Lulu-Reihe = Grundreihe), von der durch Permutation mit verschiedenen numerischen Auswahlmodi weitere Reihen abgeleitet sind, die leitmotivisch bestimmten Personen zugeordnet werden.
Umstritten ist allerdings, ob sich die gesamte Oper auf die eine Lulu-Grundreihe zurückführen lässt. Für den Zuschauer und Hörer tritt  ohnehin „die Konstruktion der Musik […] stets zurück hinter die atmosphärische Wirkung“ und den Klangfarbenreichtum der Partitur.

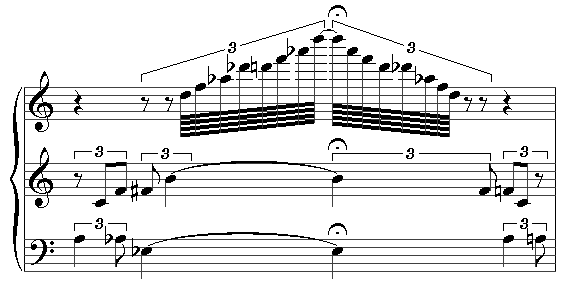
Lulu-Palindrom: Spiegelpunkt

Für den Wendepunkt der Oper zwischen den beiden Szenen des 2. Aktes sieht Berg einen Stummfilm vor, der das zwischenzeitliche Geschehen (mit Lulus Einlieferung ins und ihrer Befreiung aus dem Gefängnis) zeigt. Dabei wird eine Verwandlungsmusik gespielt, die als Palindrom komponiert ist, um so den spiegelbildlichen Aufbau der Handlung (Lulus  Auf- und Abstieg) musikalisch zu verdeutlichen.

## Geschichte
Alban Berg hatte das seinerzeit von der Zensurbehörde verbotene Theaterstück Die Büchse der Pandora in einer geschlossenen Aufführung kennengelernt, die Karl Kraus am 29. Mai 1905 im Wiener Trianon-Theater veranstaltet hatte. Ab 1928 arbeitete er mit Unterbrechungen an der Vertonung der Lulu-Tragödie. Im Frühjahr 1934 war die Komposition im Particell weitgehend fertiggestellt, und Berg bearbeitete einzelne Teile seiner Opernskizze als konzertante Lulu-Suite („Lulu-Symphonie“). 1935 unterbrach Berg unter dem Eindruck des Todes von Manon Gropius die Arbeit ein weiteres Mal, um zu ihrem Andenken sein Violinkonzert zu komponieren. Mit dieser Arbeit kam er zügig voran, doch erkrankte er kurz nach dessen Vollendung an einer Blutvergiftung, an deren Folgen er am 24. Dezember 1935 starb, ohne dass er die Arbeit an Lulu nochmals hätte aufnehmen können.
Zu diesem Zeitpunkt lagen von der Oper der 1. und der 2. Akt als vollständig instrumentierte Partitur vor. Vom 3. Akt, dessen Particell 1326 Takte umfasst, sind die ersten 268 Takte instrumentiert, sowie der Aktschluss und die beiden letzten Sätze der Lulu-Suite, die dem 3. Akt entnommen sind, insgesamt 390 Takte.
Alban Bergs Witwe Helene bemühte sich zunächst, Arnold Schönberg, Anton Webern und Alexander von Zemlinsky für eine Vollendung des Werks zu gewinnen, die jedoch alle aus Zeitgründen absagen mussten. Aus diesem Grund wurde die Oper am 2. Juni 1937 am Opernhaus Zürich als Fragment uraufgeführt: auf die ersten beiden Akte folgte eine Pantomime zu der Musik der beiden Sätze der Lulu-Suite. Die Uraufführung wurde ein großer Erfolg, und Helene Berg schloss daraus, dass die Oper auch als Torso aufführbar sei. Infolgedessen lehnte sie in der Folgezeit alle Versuche ab, die Oper von dritter Hand vollenden zu lassen.
Der österreichische Komponist Friedrich Cerha hatte in den 1960er Jahren Einsicht in die Quellen der Oper bekommen und ohne das Wissen von Helene Berg an einer Instrumentierung des 3. Akts gearbeitet. Allerdings gelang es erst nach Helene Bergs Tod 1976, die juristischen Hürden zu überwinden, und so gelangte das Werk am 24. Februar 1979 in einer Inszenierung des „Jahrhundertring“-Teams Pierre Boulez (Dirigent), Patrice Chéreau (Regie), Richard Peduzzi (Bühnenbild) und Jacques Schmidt (Kostüme) in der Pariser Opéra Garnier zur Uraufführung.
In den Jahren 2007/2008 erarbeitete der Dirigent Eberhard Kloke eine weitere Neufassung, die am  15. Oktober 2010 in Kopenhagen uraufgeführt wurde. Bei dieser Fassung handelt es sich um eine Koproduktion mit der Oper Oslo, wo das Stück am 16. Februar 2011 Premiere hatte, und mit der Semperoper Dresden, wo die Premiere am 4. Februar 2012 stattfand. Eine von Eberhard Kloke weiter überarbeitete Fassung für Soli und Kammerorchester der Oper mit Neukonzeption des 3. Aktes ermöglicht auch eine Aufführung auf kleineren Bühnen. Die Uraufführung dieser Fassung fand am 12. Mai 2012 im Stadttheater Gießen statt.

## Musikalische Querverweise
- Hämmerklavier II: Über die ersten vier Töne von Lulu, Klavierstück von Moritz Eggert[8]
- Lou Reed & Metallica – Lulu[9]